# Coelotes ikiensis
Coelotes ikiensis là một loài nhện trong họ Amaurobiidae.
Loài này thuộc chi Coelotes. Coelotes ikiensis được miêu tả năm 2009 bởi Nishikawa.